# Helesius nigripennis
Helesius nigripennis är en skalbaggsart som först beskrevs av Leconte 1878.  Helesius nigripennis ingår i släktet Helesius och familjen nyckelpigor. Inga underarter finns listade i Catalogue of Life.